# 毛枝格药柃
毛枝格药柃（学名：Eurya muricata var. huiana）为山茶科柃木属下的一个变种。

## 扩展阅读
- 維基物種上的相關：毛枝格药柃